# Пйонтковиці
Пйонтковиці (пол. Piątkowice, нім. Rothhaus) — село в Польщі, у гміні Ламбіновиці Ниського повіту Опольського воєводства.
Населення — 344 особи (2011).

## Демографія
Демографічна структура станом на 31 березня 2011 року:
|          | Загалом | Допрацездатний вік | Працездатний вік | Постпрацездатний вік |
| -------- | ------- | ------------------ | ---------------- | -------------------- |
| Чоловіки | 168     | 21                 | 129              | 18                   |
| Жінки    | 176     | 33                 | 101              | 42                   |
| Разом    | 344     | 54                 | 230              | 60                   |